# Монбенон
Эспланада Монбено́н (фр. Esplanade de Montbenon) — площадка, расположенная перед Дворцом правосудия в центре швейцарского города Лозанна, откуда открывается панорама на Женевское озеро и Альпы.
До XIV века место под эспланадой было занято виноградниками. Формирование современной площади относится к XIX веку, когда в 1886 году для Верховного суда Швейцарии в этом месте был построен Дворец правосудия. В 1902 году перед зданием установлена статуя Вильгельма Телля. В 1909 году к западу от суда построено казино Монбенон во флорентийском стиле, у которого в 1949 году был разбит небольшой сад. После строительства на склоне холма подземной многоэтажной парковки была сформирована дополнительная площадка эспланады, работы на которой были завершены в 1984 году.
Летом на эспланаде проходят фестивали и джазовые концерты под открытым небом. На площадка эспланады оборудованы лужайки из газонов, прогулочные дорожки, фонтаны и амфитеатр.